# Acrocercops chrysophila
Acrocercops chrysophila är en fjärilsart som beskrevs av Edward Meyrick 1937. Acrocercops chrysophila ingår i släktet Acrocercops och familjen styltmalar. Inga underarter finns listade i Catalogue of Life.